# Titan de Laval
Die Titan de Laval (engl. Laval Titan) waren ein kanadisches Eishockey-Juniorenteam aus Laval in der Provinz Québec, das zwischen 1971 und 1998 in der Ligue de hockey junior majeur du Québec (LHJMQ) spielte.

## Geschichte
Das Franchise wurde 1969 in Rosemont, einem Vorort von Montreal gegründet, wo es zunächst unter dem Namen National de Rosemont am Spielbetrieb der LHJMQ teilnahm. Nach zwei Spielzeiten zog das Team 1971 innerhalb der Liga in das nahegelegene Laval um, wo es die nächsten 27 Jahre unter verschiedenen Namen spielte. Der ursprüngliche Name in Laval war National de Laval (engl. Laval Nationals), welcher aber 1979 zunächst in Voisins de Laval (engl. Laval Voisins) und 1985 in Titan de Laval geändert wurde.
Ab 1994 wurde der Name zu Titan Collège Français de Laval (engl. Laval Titan Collège Français), als das LHJMQ-Franchise der Collège Français de Verdun im Zuge eines Zusammenschlusses mit den Titan de Laval aufgelöst wurde. Durch die „Fusion“ erhielt die Mannschaft in Laval zusätzliche Unterstützung durch Sponsoren und aus dem Management des früheren Verdun-Teams. 1998 wurden die Titan de Laval nach Bathurst in die Provinz New Brunswick umgesiedelt, wo sie seitdem unter dem Namen Titan d’Acadie-Bathurst in der LHJMQ spielen.
Die Mannschaft war während ihrer Zeit in Laval erfolgreich: Insgesamt konnte sie viermal die Coupe du Président gewinnen und stand fünfmal im Finale um den Memorial Cup.

## Bekannte ehemalige Spieler
Verschiedene Spieler, die ihre Juniorenzeit bei den Titan de Laval verbrachten, machten später auch in der National Hockey League Karriere. Einige von ihnen sind:
- Jean-Sébastien Aubin
- Donald Audette
- François Beauchemin
- Sylvain Blouin
- Patrick Boileau
- Claude Boivin
- Paulin Bordeleau
- Mike Bossy
- Philippe Boucher
- Francis Bouillon
- Patrice Brisebois
- Mario Brunetta
- Fred Burchell
- Sébastien Charpentier
- Ed Courtenay
- Yves Courteau
- Sylvain Couturier
- Glen Currie
- Pierre Dagenais
- Jean-Jacques Daigneault
- Patrick Daley
- Vincent Damphousse
- Gerard Desaulniers
- Jacques Deslauriers
- Jason Doig
- Bobby Dollas
- Gord Donnelly
- Gordie Dwyer
- Manny Fernandez
- Steven Finn
- Ryan Flinn
- Michael Gaul
- Jonathan Girard
- Daniel Goneau
- Benoît Gratton
- François Guay
- Gilles Hamel
- Pierre Hamel
- Jean-Marc Lanthier
- Daniel Laperrière
- Claude Lapointe
- Martin Lapointe
- Georges Laraque
- Sylvain Lefebvre
- Jocelyn Lemieux
- Mario Lemieux
- Dave Logan
- Donald MacLean
- Jimmy Mann
- George McAvoy
- Sandy McCarthy
- Michel Mongeau
- Pete Morin
- Rob Murphy
- Anders Myrvold
- Gino Odjick
- Yves Preston
- Roland Rousseau
- Bob Sauvé
- Daniel Shank
- Jon Sim
- Bob Sirois
- Yvon Vautour
- Claude Vilgrain
- Colin White